# ستانلي ريتشارد
ستانلي ريتشارد (بالإنجليزية: Stanley Richard)‏ هو لاعب كرة قدم أمريكية أمريكي، ولد في 21 أكتوبر 1967 في مينيولا في الولايات المتحدة.

## وصلات خارجية
- ستانلي ريتشارد على موقع مرجع كرة القدم المحترفة.كوم (الإنجليزية)